# Dark Souls III
Dark Souls III je akciona igra uloga koju je napravila kompanija FromSoftware i objavila kompanija Bandai Namco Entertainment za PlayStation 4, Xbox One i Microsoft Windows. Četvrti deo Souls serijala, Dark Souls III je pušten u prodaju u Japanu marta 2016. godine a širom sveta u aprilu 2016. godine.
Dark Souls III se komercijalno pokazao uspešnim. Kritičari su ocenili igru kao vrednim zaključkom serijala. Igra je postala Bandai Namco-ova najbrže prodavanija igra u istoriji, prodajući preko tri miliona kopija širom sveta u prva dva meseca nakon izdavanja.

## Gameplay
Dark Souls III je akciona igra uloga iz trećeg lica, slično prethodnim igrama iz Souls serijala. Prema rečima glavnog direktora i direktora serijala Hidetaka Miyazaki-a, gameplay dizajn je vrlo sličan dizajnu Dark Souls II. Igrači su naoružani različitim oružjem za borbu protiv neprijatelja, kao što su samostreli i mačevi. Štitevi mogu da posluže kao sekundarno oružje ali se oni uglavnom koriste za odbranu napada i da zaštite igrača od štete. Svako oružje ima dva napada: običan (Light attack) i težak napad (Heavy attack) koji može da se "napuni" kako bi naneo više štete. Napadi se takođe mogu izbeći kotrljanjem. Lomača (Bonfire), kao i u prethodnim delovima serijala, služi kao kontrolna tačka (checkpoint) u igrici. Magija se javlja u igri, sa sistemom upotrebe iz Demon's Souls, sada sa nazivom fokus poeni (FP). Kada iskoristite neku magiju fokus poeni se troše. Postoje dve vrste boci u igri, jedna dopunjujući izgubljeno zdravlje (health), a druga fokus poene. Borba i kretanje su dosta brži i tečniji u Dark Souls III, gde su neki od igračevih pokreta, kao što su skok unazad i mahanje teškim oružjem, izvodljivi mnogo češće, dozvoljavajući igračima da nanesu više štete u kraćem periodu vremena.
Kroz igru, igrač se susreće sa drugačijim tipovima protivnika, svakim sa drugačijim ponašanjem. Neki od njih menjaju način borbe tokom bitke. Nove borbene karakteristike se pojavljuju u Dark Souls III, uključujići posebnu sposobnost (Skill) oružja i štitova. Ove sposobnosti troše fokus poene ali dozvoljavaju izvođenje specijalnih napada koji zavise od tipa oružja koje koristite. Igra je fokusirana na igranje uloga, gde igrač ima širok izbor oklopa i oružja koje može da koristi po svom izboru. Igra poseduje manje mapa nego prethodni Dark Souls II, ali su one mnogo veće i detaljnije, što ohrabljuje istraživanje. U igri postoje multiplayer elementi, kao i u prethodnim delovima serijala.

## Dešavanja u igri
Igra počinje u Kraljevstvu Lothric, zvono se oglasilo da upozori da Prva Vatra, odgovorna za trajanje Doba Vatre, umire. Kao što se dogodilo mnogo puta pre toga, dolazak Doba Mraka stvara besmrtne, prokleta stvorenja koja se vraćaju iz mrtvih. Doba vatre se može produžiti tako što se Veliki Gospodar ili naš igrač žrtvuje kao gorivo za vatru. Međutim, Prince Lothric, sledeći gospodar zadužen za produžavanje vatre, odbija da ispuni svoju dužnost i umesto toga odlučuje da pusti vatru da se ugasi. Zvono je poslednja nada za Doba Vatre, dižući prethodne gospodare, heroje koji su već prethodno produžili doba vatre, da pokušaju ponovo da je produže. Međutim, svi sem jednog gospodara su napustili svoju dužnost, ne želeći ponovo da produže Doba Vatre.
The Ashen One (vi kao igrač), besmrtnik koji nije uspeo da postane Gospodar Vatre, ustaje iz mrvih i mora vratiti prethodne Gospodare Vatre, kao i Princa Lothric, nazad na svoje tronove u Firelink Shrine-u kako bi produžio Doba Vatre. U Gospodare spadaju Abyss Watchers, grupa ratnika koji su se zakleli da zaštite zemlju od tame i koji su povezani jednom dušom, Yhorm the Giant, bivši osvajač i vođa ljudi za koje se žrtvovao i Saint Aldrich of the Deep, koji je prisiljen da postane Gospodar Vatre uprkos tome što je voleo da konzumira ljude i bogove.
Kada Ashen one uspe da vrati prethodne Gospodare Vatre i Princa Lothrica na svoje tronove, on odlazi do ruševina Peći Prve Vatre (Kiln of the First Flame), gde se prvi put pojavila vatra. Tamo se susreće sa Dušom Vatre, spojem svih prethodnih Gospodara Vatre koji su se žrtvovali kako bi produžili Doba Vatre. Nakon što porazite Dušu Vatre, postoje 4 kraja koje možete dobiti u zavisnosti šta ste uradili tokom igre. Možete produžiti vatru, pozvati Čuvara Vatre da ugasi vatru ili se ipak predomisliti u poslednjem trenutku i ubiti Čuvara Vatre. U četvrtom kraju Ashen One preuzima vatru za sebe, postajući Mračni Gospodar Londor-a.

### Ashes of Ariandel
Ashes of Ariandel nas upoznaje sa novim karakterom Gael-om, koji nas teleportuje u "Painted World of Ariandel", zamak-grad u snežnom delu planine. Ovde se upoznajemo sa Sister Friede-om, koja nam govori da napustimo ovaj svet, kako ne bismo stvorili vatru u ovoj zemlji, koja je doveden do truljenja. Upoznajemo se sa još jednim karakterom u slici, neimenovanom slikarkom, koja će naslikati novi svet kada joj Gael donese pigment "Mračne Duše Čoveka". Nakon istraživanja sveta Ariandel upoznajemo se sa Father Ariandel-om, tvorcem slike. U tom trenutku Friede-a vas napada ali je Ashen One ubija. Father Ariandel naglo pobesni i oživljava Freide-u i zajedno se bore protiv vas. Kada i njih porazite u trećoj fazi Frieda ponovo oživljava kao Blackflame Elfriede, koristeći nove napada mračnom vatrom. Nakon što je porazite poslednji put, vatra započinje da gori i slikarka nam govori kako će uskoro naslikati novi svet, koji će biti novi dom za sve kojima je on potreban.

### The Ringed City
U The Ringed City-u, Ashen One počinje avanturu u nepoznatoj oblasti zvanom "The Dreg Heap", predelom gde su srušena kraljevstva iz drugih era stopljena jedna sa drugim. Posle Dreg Heap-a dolazite u Ringed City, stari grad Pygmija, precima ljudskog roda, koji je podlegao tami. Istraživanjem Ringed City-a dolazite do crkve u kojoj se nalazi princeza Filianore koja vas teleportuje u nepoznatu nedođiju u budućnosti. U toj nedođiji pronalazite Gael-a, koji je u potrazi za pigmentom "Mračne Duše Čoveka" izgubio razum i počeo da ubija Pygmie-je kako bi preuzeo njihovu krv i njihovu dušu (Dark Soul). Ashen One ubija Gael-a, i dobija opciju da "Krv Mračne Duše Čoveka" da bezimenoj devojci iz Ariandel-a, koja obećava da će naslikati nežan i mračan svet u vašu čast. 

## Razvoj igre
Razvoj igre je počeo sredinom 2013. godine, pre oslobađanja Dark Souls II, čiji razvoj je preuzeo Tomohiro Shibuya i Yui Tanimura umesto kreatora serijala, Hidetaka Miyazaki-a. Igra je razvijena uporedo sa Bloodborne-om, ali su njima rukovala dva potpuno različita tima. Miyazaki se takođe vratio da rukovodi Dark Souls III, dok su Isamu Okano i Tanimura, direktori Steel Battalion: Heavy Armor i Dark Souls II služili kao pod direktori, respektivno. Uprkos tome da je Miyazaki verovao da serijal neće imati mnogo delova, Dark Souls III je poslužio kao četvrti deo Souls serijala. Miyazaki je kasnije dodao da igra neće biti poslednja u serijalu, i da će poslužiti kao prekretnica za studio i za čitav serijal, zato što je to bio poslednji projekat od strane FromSoftware-a pre nego što je Miyazaki postao predsednik kompanije. Nekoliko slika igre je procurelo u javnost pre vremena. Igra je prvi put predstavljena na Gamescon-u avgustu 2015. godine.
Miyazaki je rekao da su ga Bloodborne-ova ograničenja naterala da se vrati Souls serijalu. Prema njegovim rečima, dizajn nivoa je napravljen tako da bude kao još jedan "protivnik" kome igrač mora da se suprotstavi. Vizuelni dizajn igre je fokusiran na "Uvenuloj lepoti", gde su plamen i pepeo razbacani kroz svet igre.
Dark Souls III je pušten u prodaju u Japanu za PlayStation 4 i Xbox One 24 marta 2016. godine, a širom sveta zajedno sa Microsoft Windows verzijom 12-tog aprila, 2016. godine.
Igra ima tri različita specijalna izdanja za igrače, od kojih svi koštaju više nego originalna igra. Korisnici koji su naručili igru pre puštanja u javnost su automatski nadograđeni na Apocalypse Edition verziju, koja ima posebno pakovanje kao i originalnu muzičku listu (Soundtrack). The Collector's Edition sadrži fizičke predmete kao što su Red Knight figura, knjiga umetnosti, novu mapu, i specijano pakovanje. The Prestige Edition sadrži sve delove kao i The Collector's Edition, ali sa dodatkom Lord of Cinder figurom, koja formira par sa Red Knight figurom.
Prvi dodatak igre (DLC), nazvan Ashes of Ariandel, je pušten u prodaju 24-tog oktobra 2016. godine. U novom dodatku su uključena nova lokacija, dva nova boss-a, oklopi i oružja.
Drugi i finalni dodatak igre, pod nazivom The Ringed City, je pušten u prodaju 28-og marta 2017. godine.

### Kritike
Dark Souls III je dobio velike pohvale što se tiče vizuelnog i borbenog mehanizma, podsećajući ocenjivače na brzi tempo sličan prethodnoj FromSoftware-ovoj igri, Bloodborne. Chloi Rad iz IGN-a je dala ocenu 9.5/10, govoreći da je igra dobar oproštaj serijala, ako je zaista Dark Souls III poslednja igra serijala. Rich Stanton iz Eurogamer-a je ocenio igru kao suštinskom, nazivajući je sjajnom i da je "dobar zaključak" serijala. Steven Strom iz Ars Technica je napisao kako misli da naziv sadrži "gladak i impresivan render jedinstvenog stila serijala" i da ima "jedne od najboljih boss borbi u celom serijalu". Simon Parkin iz The Guardian je dao 5/5 zvezdica, i napisao da dok Dark Souls III "nema novine kao Dark Souls", on je "bolje i lepše urađen" od ostalih delova serijala.
Međutim, kritike su bile usmerene na probleme kao što su brzina smenjivanja slika (frame rate) i performanse, linearni map dizajn i načinom na koji je Bandai Namco rukovao sa zapadnim puštanjem igre. Philip Kollar iz Polygon je dao ocenu 7/10, izražavajući razočaranje u nedostatku iznenađenja, pišući da "u mnogo bitnih navrata -- dizajn sveta, njenog tempa, tehnologije koju koristi - Dark Souls III ne oduševljava". Novi patch, pušten 9-tog aprila, popravio je neke probleme sa frame rate-om i tehničkim problemima na koje su se žalili ocenjivači.
Utisak na Ashes of Ariandel, prvi dodatak igre, je generalno bio pozitivan. Brendan Graeber iz IGN-a je uživao u onome što je dodatak ponudio: posvećenost što se tiče igrača protiv igrača (PvP Arena), kao i novi protivnici i boss-ovi, ali je kritikovao dužinu dodatka, govorеći da Ashes of Ariandel "više služi kao predjelo a ne kao glavno jelo". Kollar iz Polygon-a je smatrao da je dodatak bio "odličan", ali se složio sa Graeber-ovom kritikom za dužinu, govoreći da je dosta kratak.

### Prodaja
U Japanu, za PlayStation 4 verziju prodato je preko 200.000 kopija u prve dve nedelje nakon publikovanja. Prodaja za Xbox One verziju nije računata. Dark Souls III je postala najbrže prodavanija video igra objavljena od strane Bandai Namco Entertainment America, postajući kompanijin najuspešniji dan objave. 10-tog maja 2016. godine Bandai Namco je objavio da je tri miliona primeraka igre poslato širom sveta, sa 500.000 u Japanu i Aziji, 1.5 miliona u Severnoj Americi i jedna miliona u Evropi. Takođe je prijavljeno da je Dark Souls III bio najprodavaniji software u Severnoj Americi u mesecu puštanja igre u javnost.

## Nagrade
| Godina | Mesto dodele nagrade        | Kategorija                | Rezultat   | Ref           |
| ------ | --------------------------- | ------------------------- | ---------- | ------------- |
| 2016   | Golden Joystick Awards 2016 | Najbolji vizuelni dizajn  | Nominacija | [ 52 ] [ 53 ] |
| 2016   | Golden Joystick Awards 2016 | Najbolja multiplayer igra | Nominacija | [ 52 ] [ 53 ] |
| 2016   | Golden Joystick Awards 2016 | Najbolji momenat u ugri   | Nominacija | [ 52 ] [ 53 ] |
| 2016   | Golden Joystick Awards 2016 | Igra godine               | Osvojeno   | [ 52 ] [ 53 ] |
| 2016   | The Game Awards 2016        | Najbolja igra uloga       | Nominacija | [ 54 ]        |

## Spoljašnje veze
- Званични веб-сајт